# Nina Gantert
Nina Gantert é uma matemática suíça-alemã, que trabalha com teoria das probabilidades, fellow do Institute of Mathematical Statistics. É detentora da cátedra de probabilidade do Departamento de Matemática da Universidade Técnica de Munique, posição que ocupa desde 2011, quando a cátedra foi estabelecida.

## Formação e carreira
Após estudar no Instituto Federal de Tecnologia de Zurique, Gantert obteve um doutorado na Universidade de Bonn em 1991, com a tese Einige große Abweichungen der Brownschen Bewegung, orientada por Hans Föllmer.
Após pesquisas de pós-doutorado e a habilitação na Universidade Técnica de Berlim, ocupou cargos na faculdade do Instituto de Tecnologia de Karlsruhe e na Universidade de Münster, antes de seguir para Munique em 2011.

## Referênicas
1. ↑  Honored IMS Fellows, Institute of Mathematical Statistics, consultado em 13 de janeiro de 2021, cópia arquivada em 2 de março de 2014
2. ↑  Prof. Dr. Nina Gantert, Universidade Técnica de Munique, consultado em 13 de janeiro de 2021
3. 1 2 3  «Nina Gantert», Die Professorinnen der Technischen Universität München (PDF) (em alemão), Universidade Técnica de Munique, 2011, p. 39, consultado em 13 de janeiro de 2021
4. ↑  Nina Gantert (em inglês) no Mathematics Genealogy Project